# Schizolachnus orientalis
Schizolachnus orientalis är en insektsart som först beskrevs av Takahashi, R. 1924.  Schizolachnus orientalis ingår i släktet Schizolachnus och familjen långrörsbladlöss. Inga underarter finns listade i Catalogue of Life.